# Bezirk Hernals
Der Bezirk Hernals war ein politischer Bezirk in Österreich.

## Geschichte

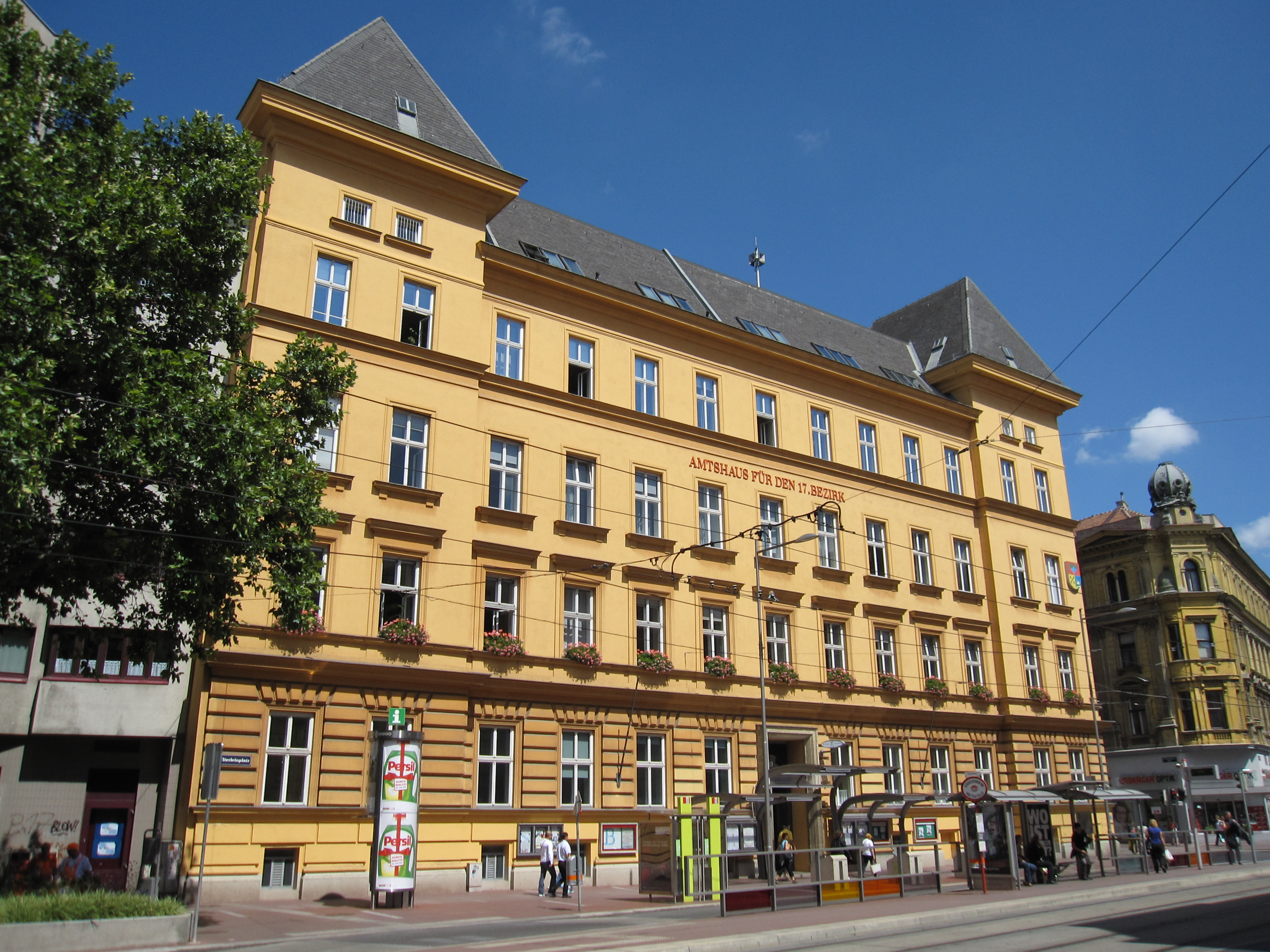
Bezirksamt Hernals, das ehemalige Rathaus

Die Bezirkshauptmannschaft Hernals bestand von 1868 bis 1891. 1890 wurde der Bezirk geteilt und die Bezirkshauptmannschaft Währing mit dem Großteil der Fläche abgespalten. Für die nächsten zwei Jahre bestand der Bezirk nur mehr aus den Gerichtsbezirken Hernals und Ottakring, das waren die Gemeinden Dornbach, Hernals, Neulerchenfeld, Neuwaldegg und Ottakring. Im Zuge der Stadterweiterung Wiens wurde der Großteil des Bezirkes nach Wien eingemeindet, weshalb der Bezirk mit dem 31. Dezember 1891 zu bestehen aufhörte. Gebiete im Wienerwald kamen zu den Politischen Bezirken Tulln und Hietzing-Umgebung. Der Großteil dieser Flächen gehört seit 1938 ebenfalls zu Wien.

## Gliederung
Der ehemalige Bezirk umfasste:
- den heutigen Nordwesten von Wien (Gemeindebezirke 16–19, das sind Ottakring, Hernals, Währing und Döbling, sowie Teile des 14. Gemeindebezirks)
- folgende Gemeinden des heutigen Bezirkes Tulln (Namen nach jetzigem Stand): Judenau-Baumgarten, Klosterneuburg, Königstetten, Langenrohr, Muckendorf-Wipfing, St. Andrä-Wördern, Sieghartskirchen, Tulbing, Tulln und Zeiselmauer-Wolfpassing.

Der Bezirk bestand ursprünglich aus den Gerichtsbezirken Hernals, Klosterneuburg und Tulln. 1876 wurden die Gerichtsbezirke Ottakring und Währing neu errichtet.
Während der Gerichtsbezirk Hernals (damals noch mit den heutigen Gemeindebezirken Ottakring und Währing) 1868 nur etwa 12 % der Fläche des Bezirkes ausmachte, wohnten dort 61 % der Bevölkerung.